# Захарівський міст
Заха́рівський міст (біл. Захар'еўскі мост) — міст аркової конструкції зі збірного залізобетону через Свіслоч по проспекту Незалежності в Мінську. Розташований біля площі Перемоги. Це четвертий відомий міст на цьому місці, збудований 1952 року. Історико-культурна цінність Республіки Білорусь республіканського значення.

## Історія
Міст через Свіслоч по Захарівській вулиці, від якої й отримав назву, сполучав центр міста з Золотою Гіркою й Комарівкою, принаймні, з кінця XVIII століття. Упродовж усього XIX століття міст неодноразово ремонтували й перебудовували (1837, 1853, 1878). Останній раз, 1898 року, коли його перебудували в зв'язку з прокладеною по ньому лінією кінки.

### Перший залізобетонний міст
У грудні 1913 року Міська дума постановила замінити дерев'яний міст залізобетонним. За консультацією місто звернулось до професора Київського політехнічного інституту Євгена Оскаровича Патона. За будівництво мосту взялось міське товариство «Бетон», однак, з початком Першої світової війни його будівництво було припинено. Будівництво першого в Мінську залізобетонного моста було завершено лише 1928 року.
На проїжджій частині нового мосту було прокладено колії трамвайної лінії від залізничного вокзалу до заводу «Деревообробник» (біл. «Дрэваапрацоўшчык») (Мінський приладобудівний завод).

### Післявоєнний період
Міст пережив німецьку окупацію, але перед самим визволенням Мінську його було підірвано німцями. Замість зруйнованого залізобетонного мосту збудували новий дерев'яний балковий міст на трьох палевих опорах. Рух було урочисто відкрито 29 жовтня 1944 року. У 1948 році було зупинено трамвайний рух мостом, у зв'язку з перенесенням лінії на вулицю Першотравневу.
1951 року поблизу з ним вище за течією почали споруджувати новий міст. Авторами проекту були Михайло Парусников та Геннадій Баданов. У 1952 новий міст було урочисто відкрито.

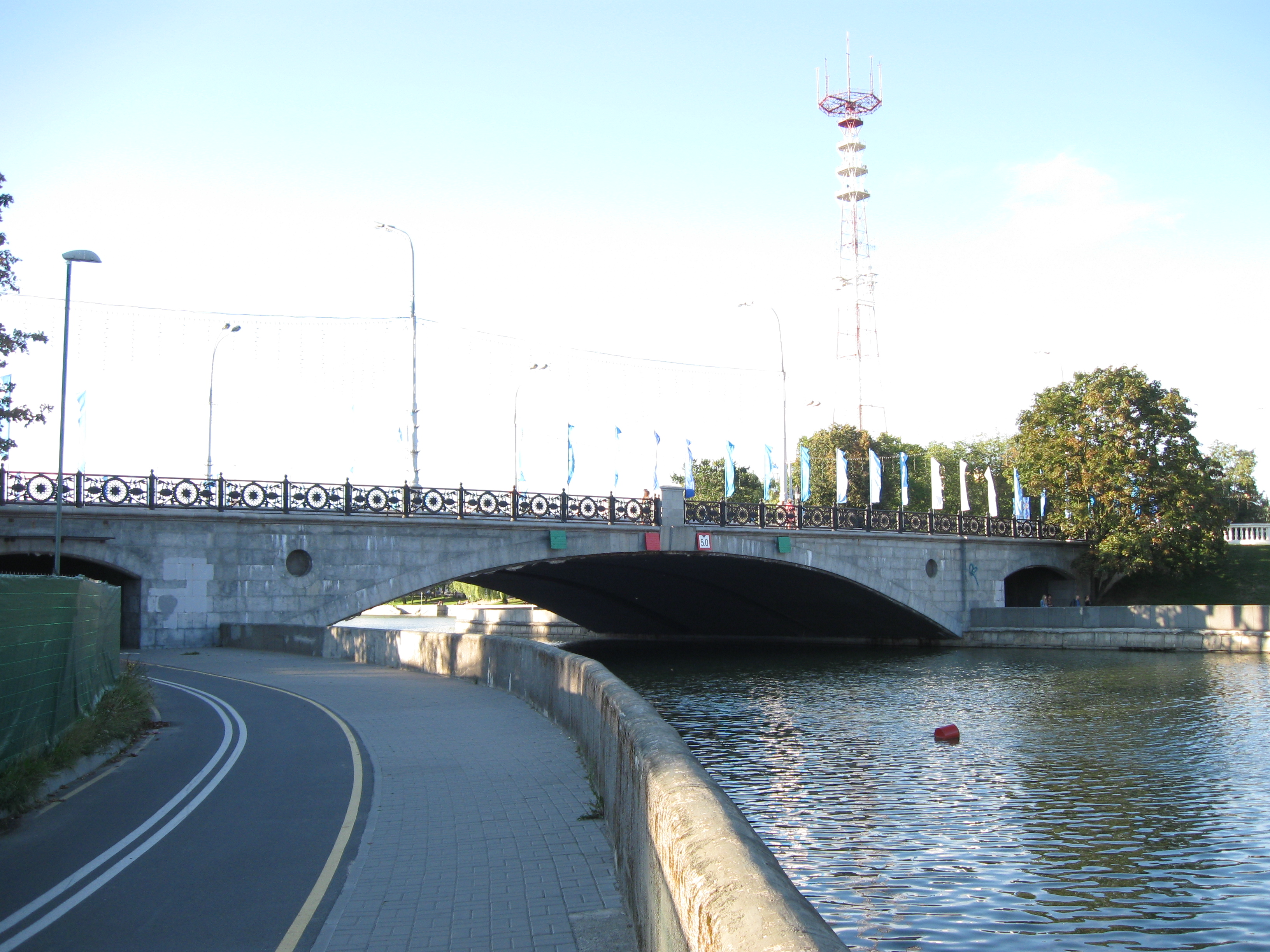
Захарівський міст

## Архітектура
Проектуванню мосту через річку Свіслоч надавалось велике значення через його розміщення на центральній магістралі міста. У результаті новий міст було виконано з залізобетонних збірних конструкцій, арковим однопрольотним. Ширина прольоту складає 40 м. По боках основного прольоту в підпірних стінах мосту зроблені проходи лучкового обрису шириною 7 м, які сполучають берегові частини парку. Фасадні поверхні моста облицьовано мармуровими плитами, прикрашеними замковим каменем. Уздовж мосту проходить декоративна металева огорожа. Східці до парку оформлені балюстрадою й акцентовані вазами на п'єдесталах.